# Kiko Casilla
Francisco „Kiko“ Casilla Cortés (* 2. Oktober 1986 in Alcover) ist ein spanischer Fußballtorwart.

## Spielerkarriere
Der gebürtige Katalane Casilla stammt aus der Jugend von Real Madrid. In seiner ersten Profi-Saison für Real Madrid Castilla war er deren dritter Torwart.
In der Saison 2007/08 war Casilla die dritte Kraft bei Espanyol Barcelona in der Primera División. Im Januar 2008 bei einer 1:2-Auswärtsniederlage bei Real Valladolid absolvierte er sein erstes Spiel von Beginn an. In den Spielzeiten 2008/09 und 2009/10 spielte er auf Leihbasis beim FC Cádiz und in der Saison 2010/11 beim FC Cartagena.
Zur Saison 2015/16 wechselte Kiko Casilla zurück zu seinem Jugendverein Real Madrid. Er gewann 2016 die UEFA Champions League 2015/16 als Ersatzspieler hinter Keylor Navas und drei Monate darauf den UEFA Supercup. Am 18. Dezember 2016 gewann er mit seinem Verein die FIFA-Klub-Weltmeisterschaft, ohne bei dem Turnier eingesetzt worden zu sein.
Am 17. Januar 2019 wechselte Casilla zum englischen Zweitligisten Leeds United, bei dem er einen Vertrag mit einer Laufzeit bis zum 30. Juni 2023 erhielt. Nach dem Aufstieg im Jahr 2020 in die Premier League fiel Casilla als vormalige „Nummer 1“ hinter den Neuzugang Illan Meslier zurück und wurde im Juli 2021 für eine Saison an den spanischen Erstligisten FC Elche ausgeliehen.
2022 wechselte er nach Spanien zum FC Getafe, bei dem er einen Einjahresvertrag unterschrieb. Nach einem Jahr als Ersatztorhüter hinter David Soria verließ er den Verein nach Ablauf seines Vertrages wieder.

## Erfolge
- UEFA Champions League: 2016, 2017, 2018
- UEFA Super Cup: 2016, 2017
- FIFA-Klub-Weltmeisterschaft: 2016, 2017, 2018
- Spanischer Meister: 2017
- Spanischer Supercupsieger: 2017